# Pexicopia malvella
Pexicopia malvella là một loài bướm đêm thuộc họ Gelechiidae. Loài này được mô tả bởi Jacob Hübner vào năm 1805. Loài này được tìm thấy ở hầu khắpchâu Âu.
Sải cánh của loài này dài từ 17–20 mm.
Ấu trùng ăn phần bên trong hạt của các loài thuộc chi Malva, Althaea officinalis và Alcea rosea. Loài này sống qua mùa đông trong kén được xây bên trong hạt.